# Egungun
Egungun (czyt. e-gugu) – tradycja obrzędowa nigeryjskiego plemienia Joruba polegająca na komunikowaniu woli zmarłych przodków (tzw. "żywych zmarłych") żyjącym członkom plemienia za pomocą zamaskowanej postaci.
Kostium egungun obejmuje pełny strój oraz maskę, często pięknie rzeźbioną i pomalowaną w symboliczne kolory. Egungun używane jest w trakcie obrzędów inicjacji oraz jako instrument promowania tradycyjnego ładu społecznego, będąc symbolem autorytetu władzy wodza i starszyzny plemienia.
Tradycje o podobnym znaczeniu i podobnie brzmiącej nazwie znane są również w innych afrykańskich tradycjach plemiennych (np. Ibo – egwugwu).